# ニッコロ・カンニッチ
ニッコロ・カンニッチ（Niccolò Cannicci,1846年10月29日 - 1906年1月19日）は、イタリアの画家。トスカーナ地方で活動した画家の集団、マッキア派に加わった画家の一人に数えられる。農家の人々の生活を描いた。

## 略歴
フィレンチェで画家、ガエターノ・カンニッチ(Gaetano Cannicci: 1811-1878)の息子に生まれた。フィレンチェの美術学校(Accademia di Belle Arti di Firenze)でジュゼッペ・マルビーニ(Giuseppe Marrubini: 1815–1880)やエンリコ・ポラストリーニ(Enrico Pollastrini: 1817-1876)に学び、アントニオ・チゼリ(1821-1891)が開いた絵画学校でも学んだ。
1868年からフィレンツェの芸術家たちのたまり場であった「カッフェ・ミケランジョロ」に出入りし、ジョヴァンニ・ファットーリ(1825-1908)やテレマコ・シニョリーニ(1835-1901)といったマッキア派の画家と親しくなった。北イタリアの風景画を描き、1872年にフィレンツェの展覧会に出展した。
1875年にファットーリとフランチェスコ・ジオリ(Francesco Gioli: 1846-1922)、エギスト・フェローニ(Egisto Ferroni: 1835-1912)とパリに旅し、フランスの印象派の画家たちと交流した。1876年にフィレンツェの印象派やマッキア派を支援する美術評論家のディエゴ・マルテッリ(Diego Martelli: 1839-1896)を中心とするグループに加わった。1878年のパリ万国博覧会の展覧会に参加し、1880年代にフィレンツェやミラノ、ロンドン、トリノなどの展覧会に出展した。
病弱で繊細な気質で、1893年に母親が亡くなった事に衝撃を受け、何度か自殺を試みたことからシエーナの精神病院(ospedale psichiatrico San Niccolò di Siena) にしばらく入院した 。ピサ県の小さな村、Montemiccioliで静養した後、1899年にヴェネツィアで開催された第3回国際美術展などに参加した。
1906年にフィレンツェで59歳で亡くなった。

## 作品

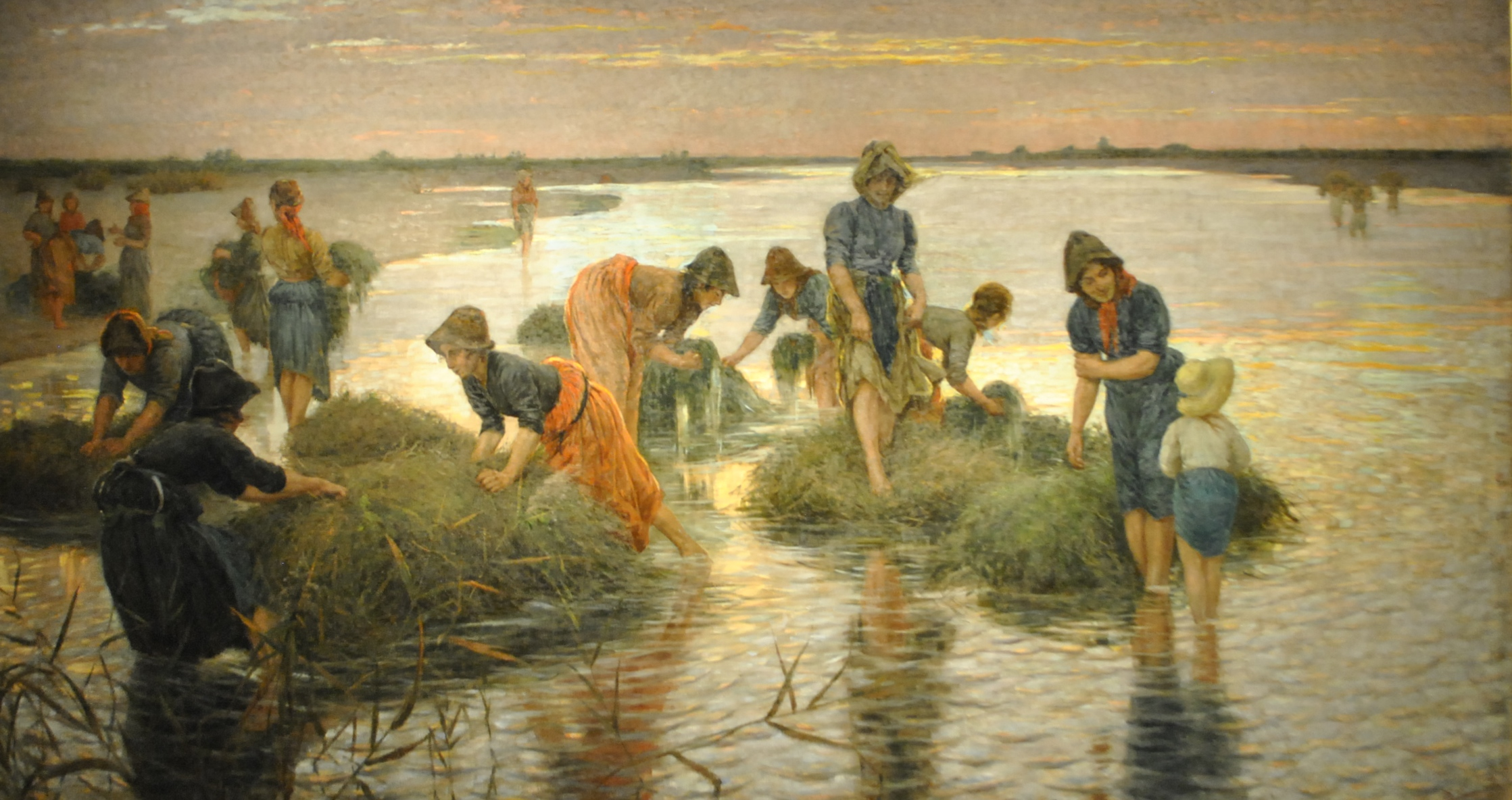
川辺の牧草集め
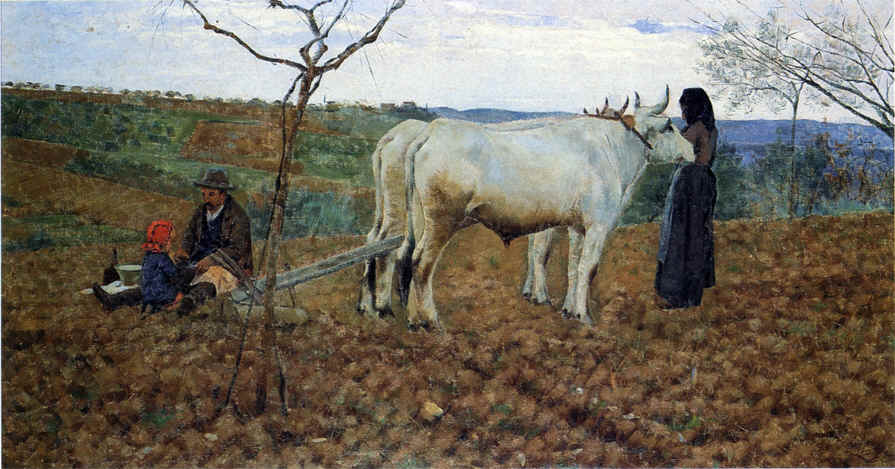
畑での休憩
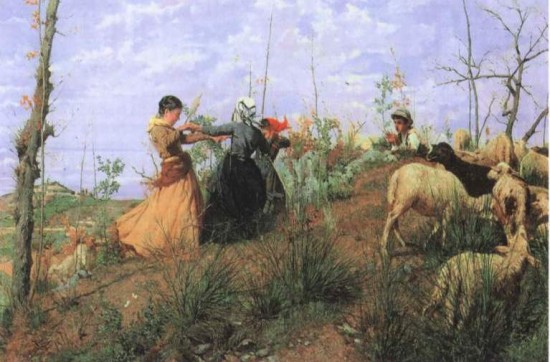
ダンス

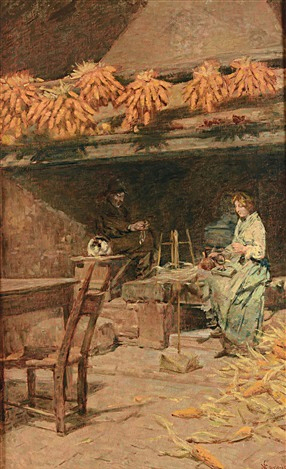
トウモロコシ脱穀機
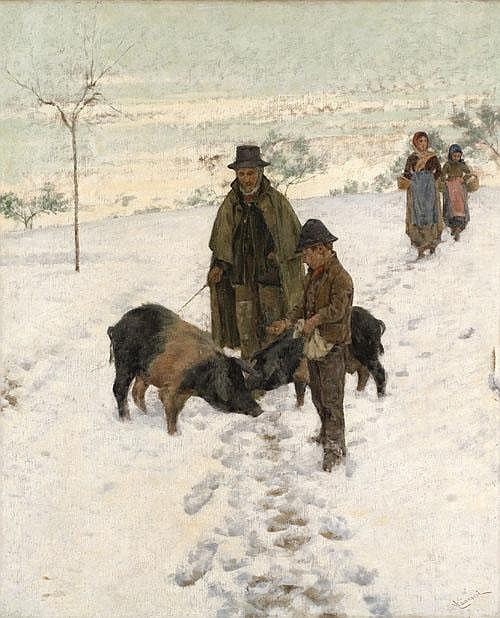
冬の風景
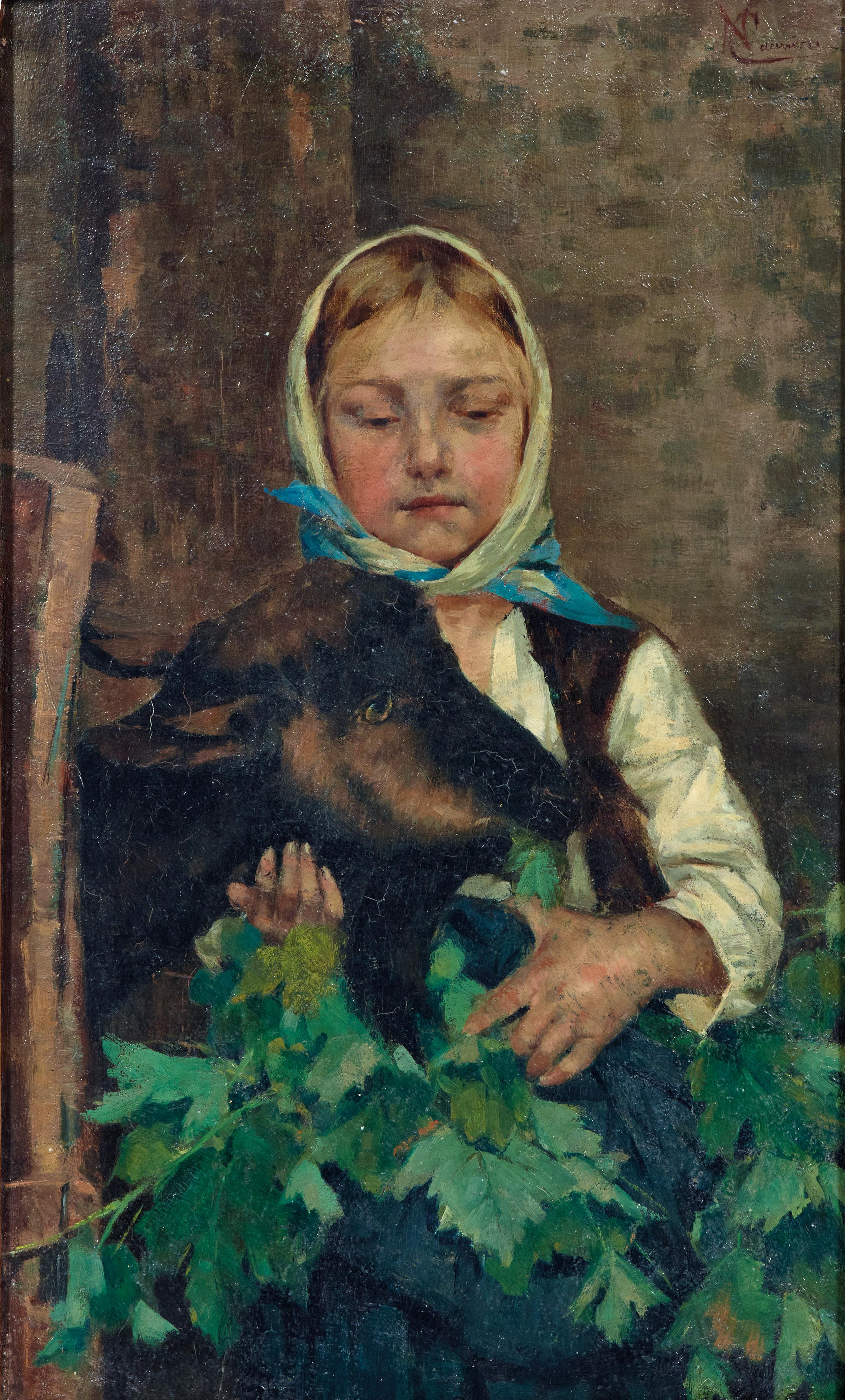
羊飼い
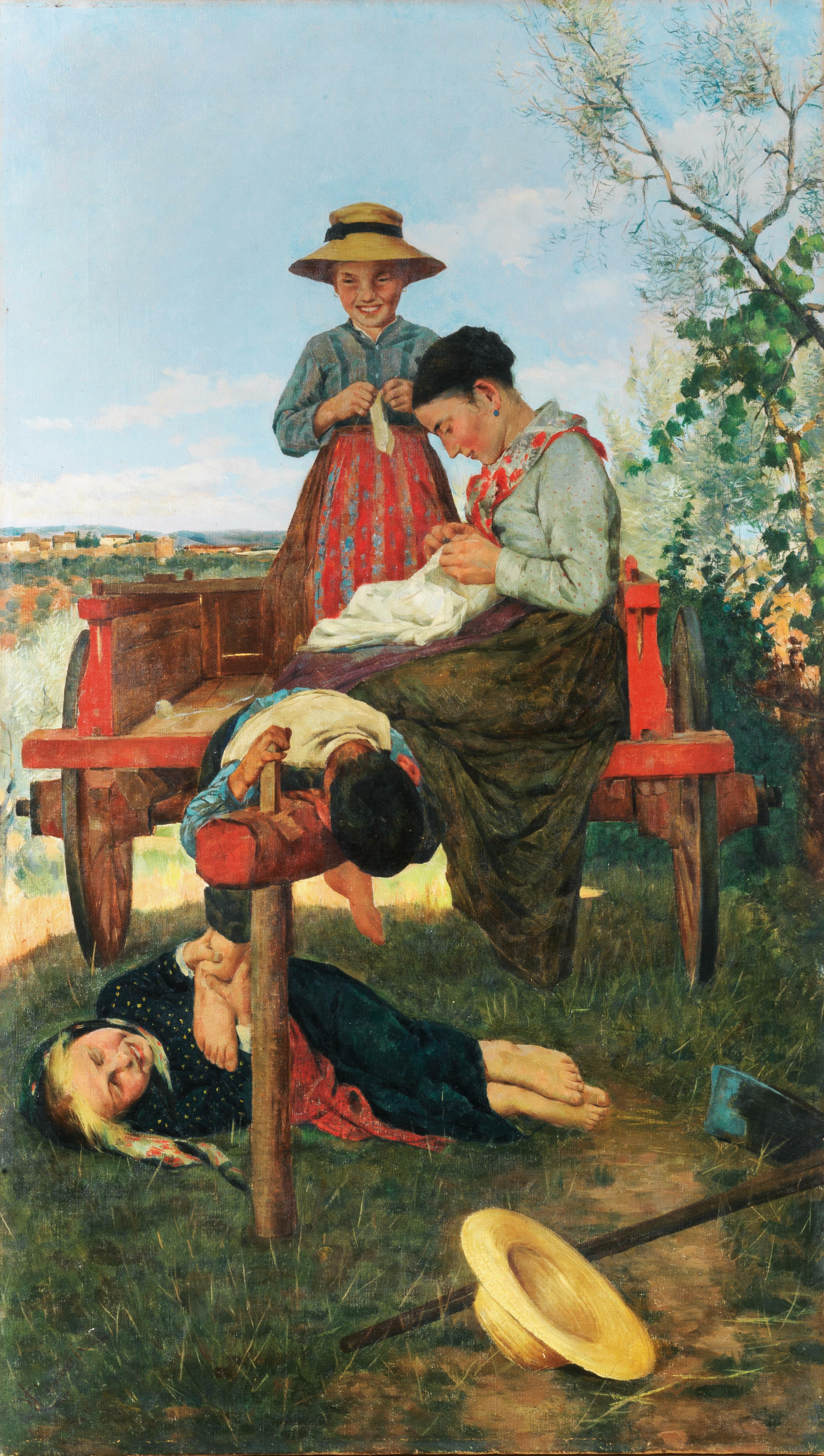
日陰の休憩